# NGC 3800
NGC 3800 (również PGC 36197 lub UGC 6634) – galaktyka spiralna z poprzeczką (SBb/P), znajdująca się w gwiazdozbiorze Lwa. Odkrył ją William Herschel 8 kwietnia 1784 roku.
Galaktyka ta prawdopodobnie jest w trakcie zderzenia z sąsiednią, mniejszą NGC 3799. Ta para galaktyk została skatalogowana jako Arp 83 w Atlasie Osobliwych Galaktyk Haltona Arpa.